# Baia di Nakat
La baia di Nakat (Nakat Bay) è un'insenatura naturale situata nell'Alaska sud-orientale (Stati Uniti d'America). Dal punto di vista amministrativo si trova nel Borough di Ketchikan Gateway vicino alla cittè di Ketchikan ed è compreso nell'area marittima Inside Passage dell'arcipelago Alessandro (Alexander Archipelago).

## Descrizione fisica
Si estende dal canale Revillagigedo (Revillagidedo Channel) verso nord-est all'interno della penisola Ridge (Ridge Peninsula).

### Insenature secondarie
Dalla baia si diramano all'interno altri fiordi (o insenature) secondari (da nord in senso orario):
- Baia di Harry (Harry Bay)[3] 54°49′13″N 130°46′52″W
- Stretto di Nakat (Nakat Inlet)[4] 54°53′38″N 130°44′29″W
- Insenatura di Nakat (Nakat Harbor)[5] 54°49′30″N 130°42′25″W
- Canale di Sitklan (Sitklan Passage)[6] 54°45′50″N 130°41′33″W
- Port Tongass (Port Tongass) 54°46′23″N 130°43′46″W

### Isole all'interno della baia
Isole all'imboccatura del fiordo:
- Isola di Fox (Fox Island) 54°45′48″N 130°50′57″W
- Boat Rock Light (Boat Rock Light)[7] 54°46′49″N 130°47′51″W
- Isola di Slim (Slim Island)[8] 54°48′09″N 130°46′51″W
- Isola di Tongass (Tongass Island)[9] 54°46′18″N 130°44′34″W
- Isola di Tingberg (Tingberg Island)[10] 54°45′30″N 130°44′26″W
- Isola di Kanagunut (Kanagunut Island)[11] 54°44′26″N 130°42′42″W
- Isole di Lord (Lord Islands)[12] 54°44′26″N 130°47′05″W

## Etimologia
La baia fu nominata dal capitano George Vancouver che esplorò questo estuario nell'agosto del 1793. Il nome della baia deriva da un nome Tlingit pubblicato nel 1853 su una carta del "Dipartimento idrografico russo" come "Bukh(ta) Nakat" (inglese : Nakat Bay).

## Accessi e turismo
La baia si può raggiungere via mare (facilmente da Ketchikan) o via aerea (idrovolanti) e fa parte del parco nazionale Misty Fiords National Monument oltre che dell'area più grande denominata foresta Nazionale di Tongass (Tongass National Forest).

## Fauna
Nella fauna marina del fiordo si possono trovare: balene, leoni marini e aringhe (queste ultime molto numerose). Nel canale si pratica anche la pesca del salmone.